# NK Slaven Belupo
Maillots
Le NK Slaven Belupo est un club croate de football basé à Koprivnica.

## Historique
- 1907 : fondation du club sous le nom de Djacki SK
- 1994 : le club est renommé NK Slaven Belupo

## Bilan sportif

### Palmarès
- Coupe de Croatie
  - Finaliste : 2007, 2016 et 2025

### Bilan européen
Légende
- Victoire ou qualification pour le tour suivant
- Match nul
- Défaite ou élimination de la compétition

Note : dans les résultats ci-dessous, le score du club est toujours donné en premier.
| Saison    | Compétition     | Tour             | Club                  | Domicile | Extérieur | Total  |
| --------- | --------------- | ---------------- | --------------------- | -------- | --------- | ------ |
| 2000      | Coupe Intertoto | Premier tour     | Glenavon FC           | 3 - 0    | 1 - 1     | 4 - 1  |
| 2000      | Coupe Intertoto | Deuxième tour    | Zagłębie Lubin        | 0 - 0    | 1 - 1     | 1 - 1E |
| 2000      | Coupe Intertoto | Troisième tour   | Sigma Olomouc         | 0 - 0    | 0 - 1     | 0 - 1  |
| 2001      | Coupe Intertoto | Premier tour     | Anorthosis Famagouste | 7 - 0    | 2 - 0     | 9 - 0  |
| 2001      | Coupe Intertoto | Deuxième tour    | SC Bastia             | 1 - 0    | 1 - 0     | 2 - 0  |
| 2001      | Coupe Intertoto | Troisième tour   | Aston Villa           | 2 - 1    | 0 - 2     | 2 - 3  |
| 2002      | Coupe Intertoto | Premier tour     | AS Trenčín            | 5 - 0    | 1 - 3     | 6 - 3  |
| 2002      | Coupe Intertoto | Deuxième tour    | CF Belenenses         | 2 - 0    | 1 - 0     | 3 - 0  |
| 2002      | Coupe Intertoto | Troisième tour   | Marek Dupnitsa        | 3 - 1    | 3 - 0     | 6 - 1  |
| 2002      | Coupe Intertoto | Demi-finales     | VfB Stuttgart         | 0 - 1    | 1 - 2     | 1 - 3  |
| 2004      | Coupe Intertoto | Premier tour     | Hibernians FC         | 3 - 0    | 1 - 2     | 4 - 2  |
| 2004      | Coupe Intertoto | Deuxième tour    | Vllaznia Shkodër      | 2 - 0    | 0 - 1     | 2 - 1  |
| 2004      | Coupe Intertoto | Troisième tour   | Marek Dupnitsa        | 0 - 0    | 2 - 2     | 2E - 2 |
| 2004      | Coupe Intertoto | Demi-finales     | Lille OSC             | 1 - 1    | 0 - 3     | 1 - 4  |
| 2005      | Coupe Intertoto | Premier tour     | Drava Ptuj            | 1 - 0    | 1 - 0     | 2 - 0  |
| 2005      | Coupe Intertoto | Deuxième tour    | Gloria Bistrița       | 3 - 2    | 1 - 0     | 4 - 2  |
| 2005      | Coupe Intertoto | Troisième tour   | Deportivo La Corogne  | 0 - 3    | 0 - 1     | 0 - 4  |
| 2007-2008 | Coupe UEFA      | Premier tour Q   | Teuta Durrës          | 6 - 2    | 2 - 2     | 7 - 4  |
| 2007-2008 | Coupe UEFA      | Deuxième tour Q  | Galatasaray SK        | 1 - 2    | 1 - 2     | 2 - 4  |
| 2008-2009 | Coupe UEFA      | Premier tour Q   | Marsaxlokk FC         | 4 - 0    | 4 - 0     | 8 - 0  |
| 2008-2009 | Coupe UEFA      | Deuxième tour Q  | Aris Salonique        | 2 - 0    | 0 - 1     | 2 - 1  |
| 2008-2009 | Coupe UEFA      | Premier tour     | CSKA Moscou           | 1 - 2    | 0 - 1     | 1 - 3  |
| 2009-2010 | Ligue Europa    | Premier tour Q   | Birkirkara FC         | 1 - 0    | 0 - 0     | 1 - 0  |
| 2009-2010 | Ligue Europa    | Deuxième tour Q  | Milano Kumanovo       | 8 - 2    | 4 - 0     | 12 - 2 |
| 2009-2010 | Ligue Europa    | Troisième tour Q | Tromsø IL             | 0 - 2    | 1 - 2     | 1 - 4  |
| 2012-2013 | Ligue Europa    | Deuxième tour Q  | Portadown FC          | 6 - 0    | 4 - 2     | 10 - 2 |
| 2012-2013 | Ligue Europa    | Troisième tour Q | Athletic Bilbao       | 2 - 1    | 1 - 3     | 3 - 4  |